# Alopecurus winklerianus
Alopecurus winklerianus là một loài thực vật có hoa trong họ Hòa thảo. Loài này được Asch. & Graebn. mô tả khoa học đầu tiên năm 1899.